# شهرستان آندروسکوجین (مین)
شهرستان آندروسکوجین واقع در ایالت مین است. جمعیت این شهرستان بر اساس سرشماری سال ۲۰۱۰ آمریکا ۱۰۷۷۰۲ نفر گزارش شده است. مرکز شهرستان آندروسکوجین شهر ابرن است. نام این شهرستان برگرفته از نام قبیله آندروسکوجین است.